# Città gallo-romane
Le città gallo-romane sono le città situate sul territorio dei Galli, ispirate al modello romano in seguito della conquista dei Galli da parte di Giulio Cesare e dei suoi successori.

## La rete urbana

### Prima della conquista da parte di Cesare nel 58 a.C.
La Gallia Transalpina ebbe un ruolo importante nel Mediterraneo occidentale. In particolare la città di Massalia, fondata probabilmente da focei intorno al 600 a.C., grazie alla sua posizione strategica, alle foci del Rodano, fu un luogo di transito privilegiato per il trasporto delle merci, che le consentì di divenire una potenza commerciale. Fondò a sua volta colonie (o basi commerciali) in Iberia e nel sud della Gallia. Gli autori antichi concordano sulla fondazione delle seguenti cinque città: Agathé (Agde), Tauroeis (le Busc), Olbia (l'Almanarre), Antipolis (Antibes) e Nikaia (Nizza). Il sito di Olbia è stato oggetto di veri e propri scavi archeologici. Massalia intrattenne rapporti di amicizia e alleanza con Roma fin dal VI-IV sec. a. C., ma fu nel II sec. a.C. che i legami vennero intensificati. Tra gli altri eventi, a seguito di una richiesta di intervento da parte di Massalia nel 125 a.C. alcune legioni attraversarono le Alpi e iniziarono a intraprendere campagne su vasta scala in Gallia. Tra il II e il I sec. a. C. il vasto territorio della Gallia Transalpina cadde sotto l'orbita di Roma.

#### Fondazioni romane
Roma fondò una colonia sull'attuale città di Narbonne nel 118 a.C., chiamata Narbo Marcus (che potrebbe trovarsi sulla città indigena di Naro). Possiamo anche menzionare Lugdunum Convenarum, fondata da Pompeo nel 72 a.C. alla fine delle sue campagne contro Sertorio.

### Da Cesare ad Augusto
Fu da dopo la fine delle guerre galliche che apparvero le città gallo-romane, ma fu anche in questo periodo che l'habitat urbano si sviluppò in Gallia.

## L'organizzazione della città
Gli archeologi hanno pochi dati sull'ambiente delle città gallo-romane, ad esempio sappiamo molto poco sull'imboschimento e sull'idrografia (che da allora sono cambiate). Le città gallo-romane sono conosciute solo dalle scarse fonti epigrafiche e da ciò che gli scavi ci fanno intravedere; è impossibile avere una visione d'insieme della diversità delle città come possiamo averla delle nostre città attualmente. Inoltre, è molto difficile apprezzare le caratteristiche evolutive delle diverse città (ad esempio il passaggio dalle costruzioni in legno a quelle in pietra).
Anche le tecniche di costruzione sono poco conosciute. Si è a lungo pensato che i romani portarono e diffusero ampiamente una rivoluzionaria tecnica di muratura: l'opus caementicium. Ma recenti ricerche mostrano che all'inizio questa tecnica era usata solo per gli edifici pubblici. Le abitazioni private sono sempre state costruite secondo metodi protostorici: muri a secco, torchis e utilizzo del legno almeno fino alla fine del primo terzo della nostra era.

### I dintorni della città

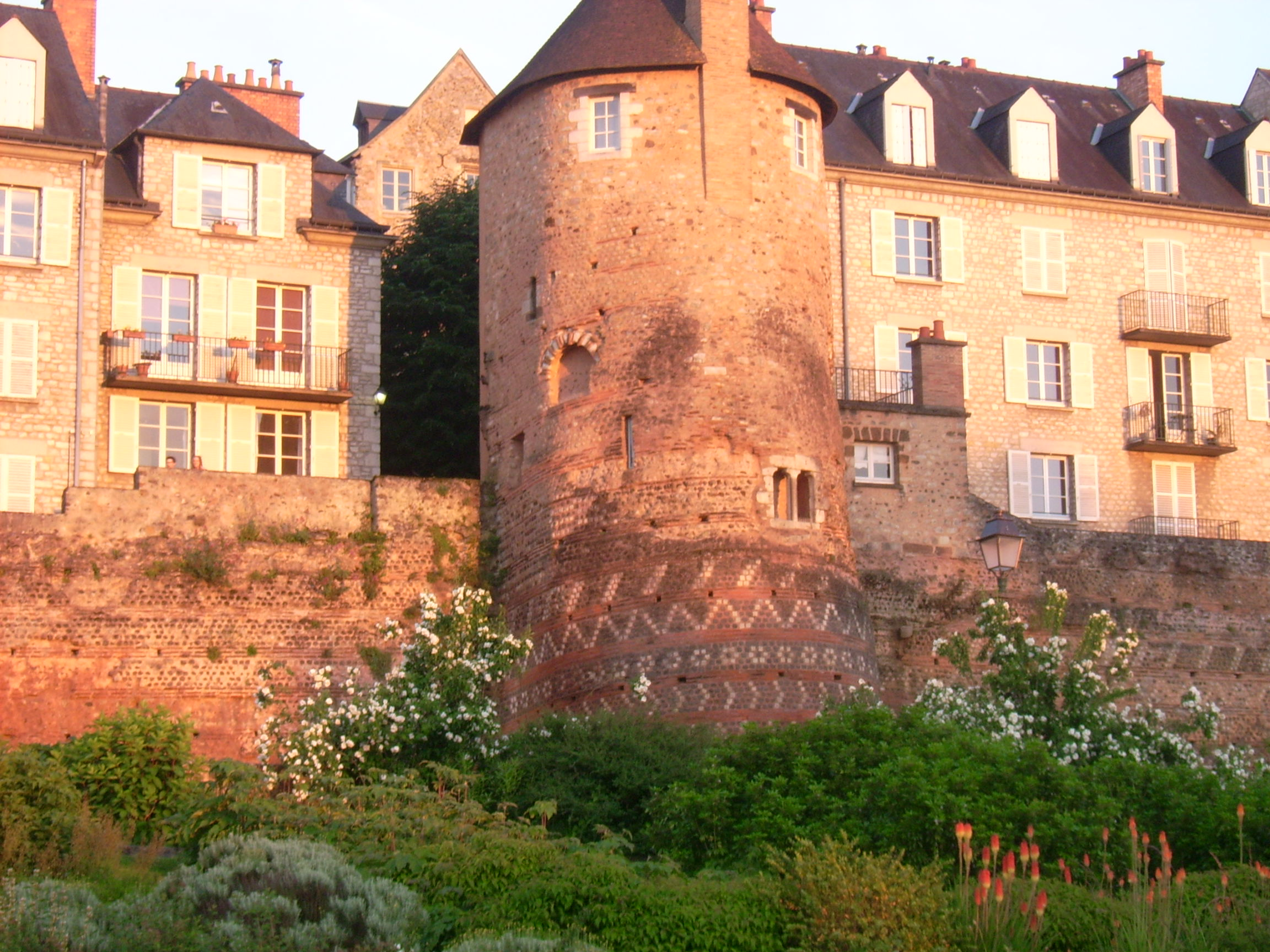
Mura della città di Le Mans

I bastioni sono piuttosto rari durante il periodo dell'Alto Impero, rimangono un privilegio delle colonie. Nel Basso Impero crescono di numero in seguito alle incursioni germaniche della fine del III secolo. Si tratta di opere di grandi dimensioni, realizzate con cura, che inducono una drastica ritrazione del tessuto urbano limitato a poche decine di ettari. Tutte le città hanno subito questa metamorfosi, è l'atto di nascita urbanisticamente parlando della città medievale.
Nelle immediate vicinanze delle città si trovano le necropoli che circondano lo spazio urbano, sono uno dei modi più sicuri per l'archeologia per delimitare lo spazio urbano antico.

### Monumenti pubblici

#### Il Foro
Il foro è il centro della città gallo-romana, importato direttamente da Roma assume nella maggior parte dei casi una forma tripartita in Gallia. Si compone di una piazza augusta, una basilica (spesso accompagnata da una curia ) e un tempio.
Esso rappresenta perfettamente uno dei ruoli importanti della città gallo-romana: oltre ad essere un luogo di incontro e di democrazia, è anche il luogo in cui vengono prese le decisioni giudiziarie. I cittadini possono incontrarsi, discutere e commerciare sul posto.
Due fori di epoca augustea sono particolarmente ben scavati: si tratta del foro di Ruscino e quello di Glanum.
Se il foro è il segno della romanizzazione di un sito, rappresenta anche la venerazione verso Roma e i suoi imperatori.
Il forum non ha una vera corrispondenza nelle nostre città moderne, è essenzialmente un luogo multifunzionale.

#### I templi

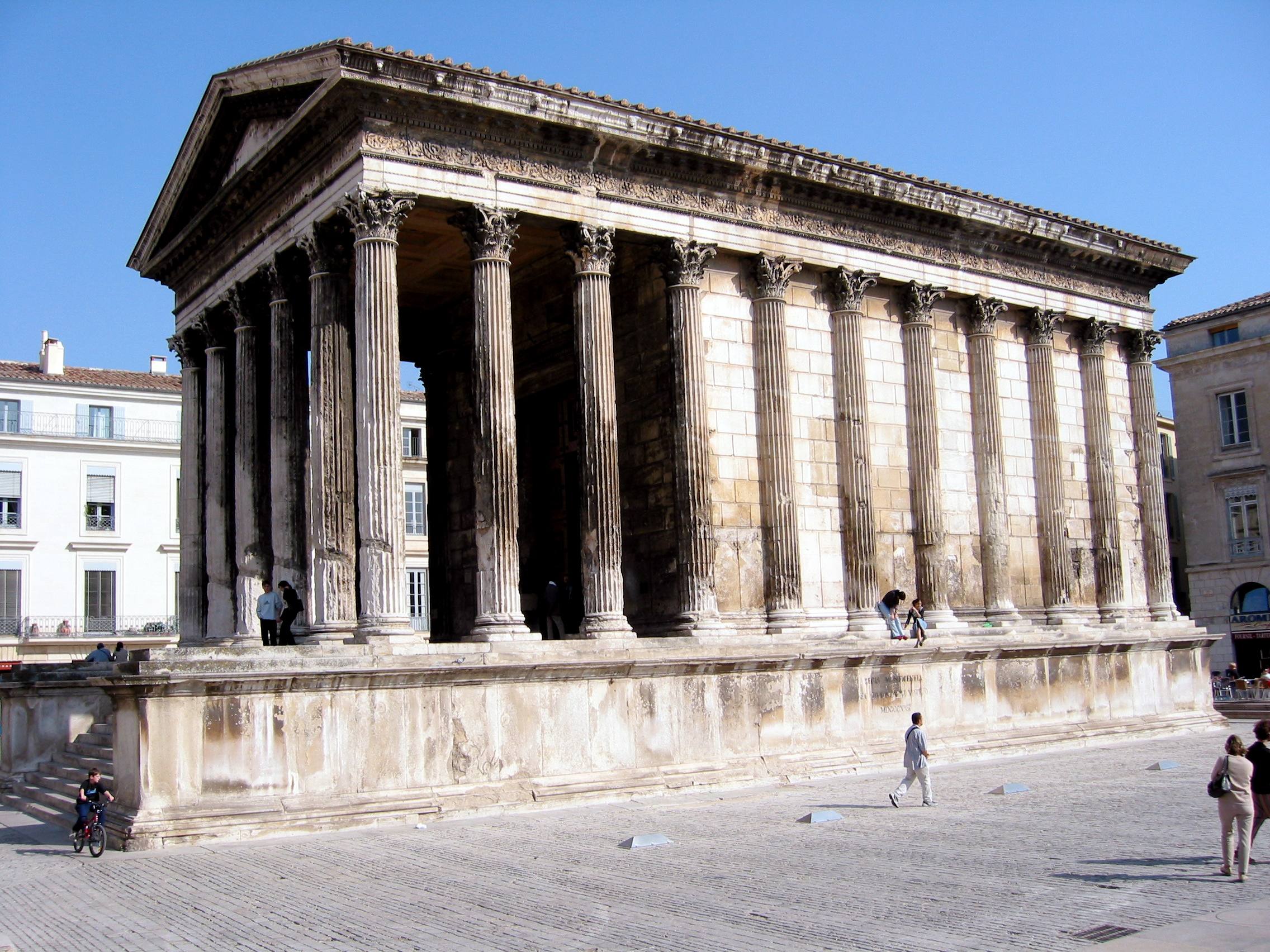
La Maison Carrée a Nîmes

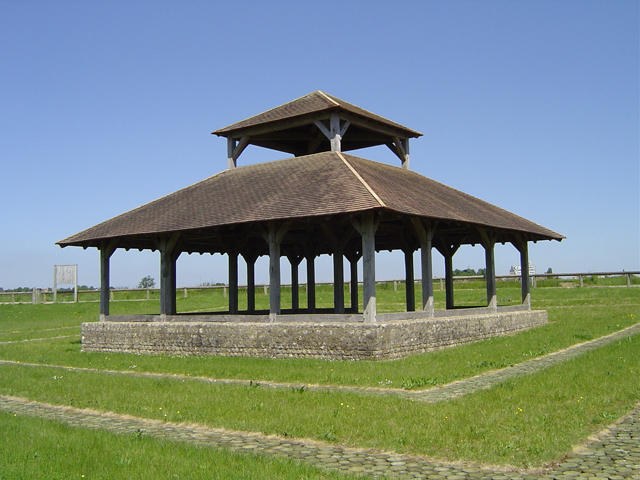
Il fanum di Oisseau-le-Petit

Ci sono diversi tipi di templi nella Gallia romana, i più comuni sono i templi per il culto civico, cioè il culto ufficiale dell'Impero. Possiamo pensare alla Maison Carrée a Nîmes che è uno dei monumenti meglio conservati della Gallia.
Il secondo tipo di tempio che incontriamo è il Fana o Fanum (i templi della tradizione celtica sono chiamati Fanum), essi sono organizzati su una pianta centrata, quadrata o circolare, circondati da una galleria (potrebbe essere che questa avesse una funzione religiosa).
Successivamente, il mitraismo prese slancio in Gallia, in particolare tra gli uomini d'armi. Un tipo molto particolare di tempio era associato a questo tipo di religione, si tratta di templi sepolti chiamati Mitreo (una specie di caverna che rappresenta simbolicamente quella in cui Mitra uccise il leone).

#### I monumenti d'acqua
- Gli acquedotti romani utilizzavano la forza di gravità per trasportare l'acqua: bastava dare un leggero dislivello alle tubazioni perché l'acqua defluisse verso la sua destinazione. Lo svantaggio era che per superare una collina, bisognava aggirarla o scavare un tunnel; allo stesso modo, per attraversare una valle, era necessario costruire un ponte o utilizzare un sifone. Gli acquedotti romani hanno lasciato molte tracce come il Ponte del Gard in Francia, l'acquedotto di Segovia in Spagna, l'acquedotto di Cartagine in Tunisia, l'acquedotto Gorze a Metz, etc.

Tuttavia, la maggior parte del percorso di questi acquedotti era sotterranea. L'acquedotto Mons a Fréjus, nel Var (41.567 m di lunghezza, 515 m di dislivello, 300 l / s), ancora parzialmente in servizio, è sotterraneo per la maggior parte del suo percorso, ma passa come un ponte-acquedotto poco prima del suo arrivo a Fréjus in modo da mantenere un'altezza sufficiente per alimentare una torre dell'acqua nel punto più alto della città.
- Le terme erano stabilimenti balneari pubblici costituiti da più vasche con acqua calda, acqua tiepida, acqua fredda; da palestre ecc. I bagni pubblici comparvero nel I secolo a.C. È con Marco Vipsanius Agrippa, amico e genero dell'imperatore Augusto, che gli si deve la generalizzazione della costruzione e la frequentazione dei bagni pubblici. La costruzione delle terme era responsabilità dell'imperatore o dei suoi rappresentanti. I costi operativi erano coperti dalle finanze pubbliche.

I romani si recavano alle terme per l'igiene personale e la cura completa del corpo, i bagni pubblici avevano anche un'importante funzione sociale: le terme erano parte integrante della vita urbana romana. Oltre a lavarsi, si potevano incontrare i propri amici, fare dello sport, giocare a dadi, istruirsi nelle biblioteche, fare affari o persino mangiare.
Per i romani il bagno era sia un lusso che una necessità, tutti ci andavano indipendentemente anche dalla classe sociale. Erano aperti a uomini e donne, ma in parti diverse e / o in momenti diversi.
- Le Fontane pubbliche: gli ingegneri romani utilizzavano tubi di piombo per produrre getti d'acqua mediante carica idraulica. Gli scavi di Pompei hanno portato alla luce fontane su piedistalli e stagni (monoliti o costituite da lastre di pietra fissate tra loro da graffe metalliche) poste ad intervalli regolari lungo le vie della città. Erano alimentate da sifonature di piombo collocate sotto la strada. Alcune scoperte relative agli scavi, rivelano anche che le case dei romani più ricchi avevano spesso una piccola fontana nell'atrio.

L'antica Roma contava 39 fontane monumentali (alcune costruite per onorare personaggi illustri o per celebrare eventi importanti) e 591 piscine pubbliche alimentate da 9 acquedotti, per non parlare dell'acqua fornita alle fontane della famiglia imperiale, alle terme e ai proprietari delle ville. Ciascuna delle fontane più grandi era alimentata da due diversi acquedotti, nel caso uno fosse guasto.

#### I monumenti di spettacolo

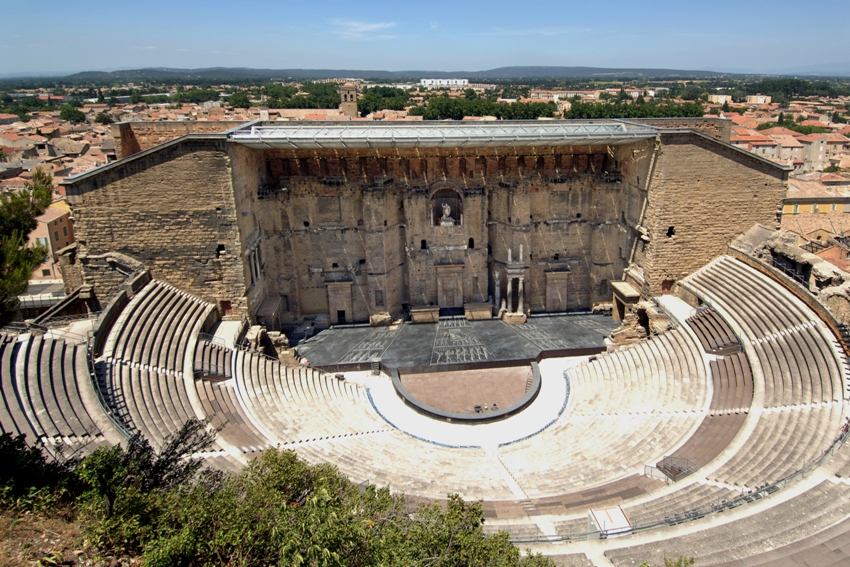
L'antico teatro di Orange

In Francia sono stati trovati 33 resti di anfiteatri. Tra queste possiamo citare le arene di Arles, le arene di Nîmes, l'anfiteatro di Saintes, le arene romane di Béziers, l'anfiteatro di Fréjus, l'anfiteatro di Grand, l'anfiteatro dei Tre Galli a Lione, le arene di Cimiez a Nizza, le arene del Lutèce a Parigi, l'anfiteatro di Périgueux, l'anfiteatro del Rotomagus a Rouen e l'anfiteatro di Tours.
Ci sono anche 25 teatri romani . Tra questi ci sono l'antico teatro di Arles, il teatro romano di Autun, l'antico teatro di Lione, il teatro romano di Mauves-sur-Loire, l'antico teatro di Orange e il teatro gallo-romano di Bouchauds, l'antico teatro di Vendeuil -Caply .

### Abitazioni private
Le Domus abitazioni erano vaste abitazioni urbane costruite secondo una pianta mediterranea, attorno a un cortile o ad un giardino peristilio, in legno, fango o pietra. La decorazione consisteva in affreschi, mosaici e soffitti in stucco.